# Švajcarija
Švajcarija je četvrt koja se nalazi na sjeveroistoku grada Bjelovara. Leži uz Vukovarsku i Osječku ulicu te ulicu Vinka Žganeca. 
Švajcarija direktno spaja naselje Trojstveni Markovac i Centar grada Bjelovara, a istočno od četvrti nalazi se Poslovna zona Istok.
Također se unutar četvrti nalazi naselje istočno od Vukovarske ulice pod nazivom Vukovarsko naselje, nekada Topljakovo naselje.   

## Povijest
Švajcarija se izgrađuje 1826. godine dolazkom obrtnika njemačke i češke nacionalnosti koji su se bavili proizvodnjom sira.  Naselje se je uspostavilo na prometnici zapadno od nekadašnjeg Mlinarskog kanala.
Na karti Bjelovara iz 1865. godine se prikazuje njemačkim imenom Schweizerei. 
Godine 1947. glavna prometnica unutar četvrti mijenja naziv iz Đurđevačke ceste u Ulica Marijana Topljaka, prema preminulom bjelovarskom partizanu. 
Godine 1962. glavna prometnica se asfaltira, te pri početku 1970-ih godina počinje izgradnja Topljakovog naselja.